# Тепло (фильм)
«Тепло» (болг. Топло) — болгарский комедийный художественный кинофильм 1978 года режиссёра Владимира Янчева.

## Сюжет
Обитатели городского дома узнают, что их дом не будет подключён к центральному отоплению и пытаются провести в дом тепло нелегально. Однако мастера, едва начав работу, оказываются за решёткой. Приходится жителям договариваться с начальником тюрьмы и заменять незадачливых мастеров в тюремных камерах, пока те завершают работу.

## В ролях
- Константин Коцев — Пенсионер Снегов
- Наум Шопов — журналист
- Георги Черкелов — академик
- Татяна Лолова — менеджер магазина
- Лъчезар Стоянов — режиссура студента
- Григор Вачков — строитель-подрядчик
- Стефан Данаилов — строитель-подрядчик
- Тодор Колев — строитель-подрядчик
- Стоян Стойчев — таможенный чиновник
- Валентин Русецки — водитель
- Георги Попов — Директор тюрьмы
- Стоянка Мутафова — судья
- Андрей Чапразов — милиционер

## Награды
Фильм получил награду Болгарского союза деятелей кино как лучшая кинокомедия 1978 года.